# الوحدة (الرقة)
الوحدة قرية سورية تتبع ناحية مركز الرقة في منطقة مركز الرقة في محافظة الرقة. بلغ عدد سكانها 842 نسمة في عام 2004 حسب إحصاء المكتب المركزي للإحصاء.